# 乌普莱塔
乌普莱塔（Upleta），是印度古吉拉特邦Rajkot县的一个城镇。总人口55341（2001年）。

## 人口
该地2001年总人口55341人，其中男性28256人，女性27085人；0—6岁人口6241人，其中男3487人，女2754人；识字率70.64%，其中男性为75.71%，女性为65.35%。